# Чемпионат мира по международным шашкам среди женщин 1973
Чемпионат мира по международным шашкам 1973 года прошёл 18 — 29 декабря в Амстердаме, Нидерланды по двухкруговой системе и стал первым чемпионатом мира среди женщин. В нём приняли участие 6 спортсменок из 4-х стран. Чемпионкой мира стала представительница СССР Елена Михайловская. Второе место заняла советская шахматистка Татьяна Степанова, на третьем месте оказалась француженка Раймонда Баррас.
| Место | Участник              | Страна                                    | 1   | 2   | 3   | 4   | 5   | 6   | Очки | Победы | Ничьи | Пораж. |
| ----- | --------------------- | ----------------------------------------- | --- | --- | --- | --- | --- | --- | ---- | ------ | ----- | ------ |
| 1     | Елена Михайловская    | Союз Советских Социалистических Республик |     | 2 1 | 2 2 | 0 2 | 2 2 | 2 2 | 17   | 8      | 1     | 1      |
| 2     | Татьяна Степанова     | Союз Советских Социалистических Республик | 0 1 |     | 2 0 | 2 2 | 1 2 | 2 2 | 14   | 6      | 2     | 2      |
| 3     | Раймонда Баррас       | Франция                                   | 0 0 | 0 2 |     | 2 0 | 2 1 | 2 2 | 11   | 5      | 1     | 4      |
| 4     | Барбара Грас          | Нидерланды                                | 2 0 | 0 0 | 0 2 |     | 0 2 | 2 2 | 10   | 5      | 0     | 5      |
| 5     | Като ван Сеттен-Колпа | Нидерланды                                | 0 0 | 1 0 | 0 1 | 2 0 |     | 0 2 | 6    | 2      | 2     | 6      |
| 6     | Даниела Броз          | Бельгия                                   | 0 0 | 0 0 | 0 0 | 0 0 | 2 0 |     | 2    | 1      | 0     | 9      |

## Ход турнира
18 декабря 1 тур.
Советские шашистки одержали победы, француженка Раймонда Баррас победила бельгийку Даниела Броз.
Като ван Сеттен-Колпа — Елена Михайловская 0 — 2 
Барбара Грас — Татьяна Степанова 0 — 2 
Раймонда Баррас — Даниела Броз 2 — 0
19 декабря 2 тур.
Советское дерби завершилось победой Михайловской. От нее не отстает Раймонда Баррас, выигравшая свою вторую встречу -на этот рах у голландки Барбара Грас.
Татьяна Степанова — Елена Михайловская 0 — 2 
Барбара Грас — Раймонда Баррас 0 — 2 
Даниела Броз — Като ван Сеттен-Колпа 2 — 0 
3 тур. 20 декабря
Михайловская побеждает аутсайдера и набирает 6 из 6. Второй лидер Раймонда Баррас проигрывает Степановой. У обоих становится по 4 очка.
Като ван Сеттен-Колпа — Барбара Грас 2 — 0 
Елена Михайловская — Даниела Броз 2 — 0 
Раймонда Баррас — Татьяна Степанова 0 — 2
21 декабря. 4 тур.
Барбара Грас наносит первое поражение лидеру — Михайловской. Конкурентки дружно одерживают победы — и в лидерах триумвират: Михайловская, Степанова, Баррас — по 6 очков.
Татьяна Степанова — Даниела Броз 2 — 0 
Барбара Грас — Елена Михайловская 2 — 0 
Раймонда Баррас — Като ван Сеттен-Колпа 2 — 0 
22 декабря 5 тур.
Завершился первый круг соревнований.
Зафиксирована первая ничья на женских чемпионатах мира: у лидерующей Степановой отбирает очки аутсайдер. Во встрече лидеров Михайловская — Баррас побеждает москвичка и вновь становится единоличным лидером с отрывом на 1 очко от Степановой.
Като ван Сеттен-Колпа — Татьяна Степанова 1 — 1 
Елена Михайловская — Раймонда Баррас 2 — 0 
Даниела Броз — Барбара Грас 0 — 2
23 декабря 6 тур.
Лидирующая тройка дружно одержала победы
Татьяна Степанова — Барбара Грас 2 — 0 
Елена Михайловская — Като ван Сеттен-Колпа 2 — 0 
Даниела Броз — Раймонда Баррас 0 — 2 
24 декабря 7 тур.
Степанова делает вторую ничью — на этот раз с лидером. Голландка Барбара Грас второй раз выигрывает у представительницы лидирующей группы — на этот раз у идущей на третьем месте Раймонда Баррас. Положение 1-3 мест не изменилась.
Като ван Сеттен-Колпа — Даниела Броз 2 — 0 
Елена Михайловская — Татьяна Степанова 1 — 1 
Раймонда Баррас — Барбара Грас 0 — 2 
25 декабря — 26 декабря. Рождество
27 декабря 8 тур.
Михайловская переигрывает аутсайдера и выходит в отрыв на три очка. Степанова проигрывает Баррас — и у них равное количество очков — 10. В двух оставшихся партиях они и разыграют второе место.
Татьяна Степанова — Раймонда Баррас 0 — 2 
Барбара Грас — Като ван Сеттен-Колпа 2 — 0 
Даниела Броз — Елена Михайловская 0 — 2 
28 декабря 9 тур.
Сеттен-Колпа второй раз уходит на ничью с претендентом на медаль — на этот раз с Баррас. Обе советские шашистки побеждают. Елена Михайловская за тур до конца стала недосягаемой. Есть первая чемпионка мира по шашкам среди женщин!
Като ван Сеттен-Колпа — Раймонда Баррас 1 — 1 
Елена Михайловская — Барбара Грас 2 — 0 
Даниела Броз — Татьяна Степанова 0 — 2 
29 декабря 10 тур.
Чемпионка мира по-чемпионски проходит Баррас, Степанова выигрывает и занимает второе место. Третья — Баррас.
Татьяна Степанова — Като ван Сеттен-Колпа 2 — 0 
Елена Михайловская — Раймонда Баррас 2 — 0 
Барбара Грас — Даниела Броз 2 — 0